# Red Rose Speedway
Red Rose Speedway é o segundo álbum de estúdio da banda anglo-americana de rock Wings e o quarto álbum de estúdio do músico britânico de rock Paul McCartney após a separação dos Beatles. Foi lançado pela Apple Records em 3 de maio de 1973, precedido por seu primeiro single, "My Love". Ao incluir o nome de McCartney nos créditos, o single e o álbum romperam com a tradição dos trabalhos anteriores da banda. A mudança foi feita pensando que o desconhecimento do público com a banda havia sido o fator responsável pelo fraco desempenho comercial do álbum de estreia do grupo em 1971, Wild Life.
Antes das gravações do álbum começarem, McCartney recrutou o guitarrista Henry McCullough e lançou o primeiro single da banda, "Give Ireland Back to the Irish". As sessões ocorreram ao longo de 1972 em cinco estúdios diferentes em Londres. Também foram gravados os singles "Mary Had a Little Lamb", "Hi, Hi, Hi" e "Live and Let Die". Originalmente planejado como um álbum duplo, foi condensado em um único disco a pedido da EMI Music, justificando que o material apresentado não era de um padrão suficientemente alto e que estava ciente das vendas modestas dos dois primeiros singles. McCullough e Denny Laine mais tarde expressaram decepção com a escolha das faixas.
Red Rose Speedway alcançou a quinta posição na parada de álbuns do Reino Unido e o primeiro lugar na Billboard nos Estados Unidos, enquanto "My Love" liderou a Billboard Hot 100. Embora um sucesso comercial, o álbum recebeu uma resposta mista dos críticos, que consideraram as canções "medíocres". Décadas depois de seu lançamento, continua a receber críticas mistas.

## Contexto
No início de 1972, Paul McCartney decidiu expandir a formação dos Wings adicionando outro guitarrista, Henry McCullough, e começar uma turnê com o grupo. A banda fez uma breve turnê em fevereiro. Eles tocavam em pequenos salões, muitas vezes sem aviso prévio, para evitar o tumulto da mídia que vinha em locais mais estabelecidos.
Apesar de não lançar um álbum em 1972, a banda lançou três singles enquanto preparava o sucessor de Wild Life: "Give Ireland Back to the Irish", banida pela BBC por sua mensagem política; "Mary Had a Little Lamb", baseada em uma canção de ninar; e "Hi, Hi, Hi", também banida por referências a drogas e letras "sexualmente sugestivas".

## Gravação
As gravações de Red Rose Speedway começaram em março de 1972. Foi inicialmente planejado como um álbum duplo, e McCartney decidiu incluir algumas composições inéditas que haviam sido gravadas originalmente durante as sessões de Ram em 1971, antes da formação do grupo. Duas dessas canções, "Get on the Right Thing" e "Little Lamb Dragonfly", apareceriam no álbum final. As sessões foram realizadas no Olympic Studios em Londres, com Glyn Johns como produtor. Na primeira sessão, Paul pediu a Johns que pensasse nele como "o baixista de uma banda" em vez de "Paul McCartney (dos Beatles)", porém depois se sentiria ofendido quando Johns o tratou devidamente como um músico comum. O produtor achava que os Wings não eram uma banda genuína e não tinha o calibre dos artistas com quem ele costumava trabalhar. Em pouco tempo, de acordo com o autor do livro Fab: An Intimate Life of Paul McCartney, Howard Sounes: "Johns estava lendo um jornal na sala de controle do Olympic enquanto o grupo fumava maconha e se aglomerava sem rumo no estúdio". Em 17 de abril, Glyn Johns disse à imprensa que havia parado de trabalhar no álbum devido a um "desacordo" com McCartney e que "agora eles teriam respeito um pelo outro".

Wings continuou a gravar esporadicamente entre a divulgação de seu single "Mary Had a Little Lamb". Depois que a banda excursionou pela Europa em julho e agosto, outras sessões ocorreram em outubro e novembro de 1972 no estúdios EMI (atual Abbey Road Studios) e Olympic. Morgan, Trident e Island Studios foram os outros estúdios onde a banda gravou naquele ano.

Red Rose Speedway era um disco tão inseguro. Tinha algumas canções lindas... Tinha "My Love" mas faltava alguma coisa. Precisávamos de um som mais pesado. Foi um período terrivelmente incerto.

– Linda McCartney para a revista Sounds, 1976
O álbum foi reduzido a único por McCartney – de acordo com Henry McCullough, na tentativa de lançar um disco mais comercial e menos caro. A decisão veio através da EMI Music; que além de acreditar que o material não era de um padrão suficientemente alto, estava atenta ao modesto desempenho comercial dos dois primeiros singles da banda.
O álbum termina com um medley de 11 minutos com as canções "Hold Me Tight", "Lazy Dynamite", "Hands of Love" e "Power Cut", feito em um estilo semelhante ao presente no penúltimo álbum dos Beatles, Abbey Road. "Power Cut" foi escrita durante a greve dos mineiros de 1972. O guitarrista Denny Laine mais tarde expressou sua decepção pelo disco simples ter sido lançado, dizendo que em sua forma original, Red Rose Speedway era "mais uma vitrine para a banda". Entre as omissões estavam suas composições "I Would Only Smile" e "I Lie Around", nas quais Laine apresenta-se nos vocais principais. McCullough ficou igualmente desapontado que várias das canções orientadas ao rock foram cortadas da listagem de faixas, o que favoreceu o material mais suave das sessões.
"Live and Let Die", a canção-título do filme homônimo de James Bond, foi gravada durante as sessões de Red Rose Speedway, mas foi inicialmente lançada no álbum Live and Let Die. Denny Laine incluiu "I Would Only Smile" em seu álbum solo, Japanese Tears. "Mama's Little Girl" foi gravada durante as sessões e mais tarde apareceu como o lado B do single "Put It There", em 1990. Entre as outras faixas descartadas estavam "Night Out", "Jazz Street", "Best Friend", "Thank You Darling", "The Mess" e um cover de Thomas Wayne, "Tragedy".

## Arte da capa
Rompendo com a tradição adotada no disco anterior, os créditos incluíram o nome de Paul McCartney, e em vez de uma foto do grupo, apenas seu rosto aparece na capa. A foto foi tirada por Linda. A contracapa apresenta o pé de um pedestal de microfone e um buquê de rosas, com a imagem dentro de um fundo preto como se estivesse sendo iluminada. No espaço abaixo desta imagem havia uma mensagem em braile para Stevie Wonder, onde se lia "We love ya baby" ("Nós lhe amamos, querido").
A mudança do nome para "Paul McCartney e Wings" foi feita pensando que o desconhecimento do público com a banda havia sido o fator responsável pelas vendas decepcionantes de Wild Life. Nos Estados Unidos, a Capitol Records estava preocupada que o posicionamento da rosa vermelha na capa pudesse tornar o rosto de Paul irreconhecível para os consumidores. Como nenhum crédito foi incluído na capa, a gravadora lançou o álbum com um adesivo azul no canto superior direito, identificando a banda e listando as faixas.

## Lançamento
O álbum foi precedido pelo lançamento de seu primeiro single em março de 1973, "My Love", acompanhado por "The Mess". A última canção foi gravada ao vivo durante a turnê europeia da banda no verão de 1972. Com a Apple Records dando preferência às duas coletâneas dos Beatles – 1962–1966 e 1967–1970 – Red Rose Speedway não foi lançado até o final de abril nos Estados Unidos, e em 4 de maio no Reino Unido. "My Love" alcançou a nona posição na parada de singles do Reino Unido e liderou a Billboard Hot 100. Isso aumentou as expectativas para o álbum, que alcançou o quinto lugar no Reino Unido e foi para o top 1 nos Estados Unidos.

## Recepção crítica
| Críticas profissionais         | Críticas profissionais |
| Avaliações da crítica          | Avaliações da crítica  |
| Fonte                          | Avaliação              |
| ------------------------------ | ---------------------- |
| AllMusic                       | [ 33 ]                 |
| Christgau's Record Guide       | D+                     |
| The Essential Rock Discography | 5/10                   |
| MusicHound                     | 2/5                    |
| Q                              | [ 37 ]                 |
| The Rolling Stone Album Guide  | [ 38 ]                 |

Red Rose Speedway recebeu uma resposta mista dos críticos, muitos dos quais consideraram suas canções como "medíocres". De acordo com o autor e crítico Bob Woffinden, o álbum foi um exemplo de Paul "continuando a irritar seu público" antes que ele e os Wings finalmente ganhassem respeito com o lançamento de Band on the Run, no final de 1973. O crítico do jornal Village Voice, Robert Christgau, zombou da confiança de McCartney como uma "extravagância sem rumo" e descreveu o trabalho como "possivelmente o pior álbum já feito por uma estrela do rock 'de primeira linha'".
De acordo com o autor de The Solo Years, Michael Frontani, uma crítica geralmente favorável da Rolling Stone, escrita pelo músico Lenny Kaye, significou uma reviravolta em uma imprensa que era abertamente hostil a Paul desde 1970. Frontani acrescenta: "Enquanto a música de McCartney continuaria a ser criticada por alguns comentadores tão vazios e fáceis, a crítica de Kaye parece marcar o ponto em que a arte da consequência não era mais exigida de Paul pelos críticos de rock..." Ian Dove do New York Times observou que o trabalho de Paul continuou a empalidecer ao lado de seus ex-colegas John Lennon e George Harrison, mas considerou Red Rose Speedway seu melhor álbum até agora. Escrevendo para a revista NME, o crítico Tony Tyler reconheceu que o álbum era "suave" e carente de "postura intelectual", mas acrescentou: "com todo o peso atual e pós-apocalíptico ao redor, eu estou muito feliz em descobrir um disco leve que não apenas não consegue alienar, mas na verdade consegue impressionar através da boa estrutura melódica, excelente execução e boa produção."
Assim como a NME, a Rolling Stone logo mudou sua opinião sobre o Red Rose Speedway. Escrevendo para o The Rolling Stone Record Guide, o autor John Swenson disse que o álbum mostrava "os piores aspectos de Paul como artista solo e líder da banda" e estava "cheio de baboseiras fracas e sentimentais". Em seu livro The Beatles Forever, Nicholas Schaffner descreveu-a como uma "música agradavelmente rechonchuda – fofa, encantadora, inofensiva e divertida (...) uma trilha sonora para tardes preguiçosas ao sol".

## Relançamentos
A primeira versão do álbum em disco compacto, lançada pela subsidiária da EMI, Fame, em 5 de outubro de 1987, continha três faixas bônus: "I Lie Around", "Country Dreamer" e "The Mess". Em 1993, Red Rose Speedway foi remasterizado e relançado em CD como parte da série The Paul McCartney Collection, com "C Moon", "Hi, Hi, Hi", "The Mess" e "I Lie Around" (o lado B de "Live and Let Die") como faixas bônus. "Country Dreamer" foi posteriormente adicionada à reedição de Band on the Run.
Em 2018, Red Rose Speedway foi relançado como parte da Paul McCartney Archive Collection. O conteúdo bônus incluía a versão original do  álbum duplo com diferentes mixagens de "Seaside Woman" e "I Would Only Smile" das lançadas no póstumo Wide Prairie de Linda McCartney e Japanese Tears de Denny Laine; os singles "Mary Had a Little Lamb", "Hi, Hi, Hi" e "Live and Let Die" com seus respectivos lados B, as mixagens iniciais e não trabalhadas de várias faixas, bem como gravações inéditas em estúdio e ao vivo. As canções "Country Dreamer" e "Little Woman Love" incluídas na reedição são as mesmas versões lançadas anteriormente nas reedições de Band on the Run e Ram.

## Lista de faixas
Todas as faixas escritas e compostas por Paul e Linda McCartney. 
| Lado um |                          |         |  |
| N.º     | Título                   | Duração |  |
| 1.      | "Big Barn Bed"           | 3:48    |  |
| 2.      | "My Love"                | 4:07    |  |
| 3.      | "Get on the Right Thing" | 4:17    |  |
| 4.      | "One More Kiss"          | 2:28    |  |
| 5.      | "Little Lamb Dragonfly"  | 6:20    |  |

| Lado dois |                                                                     |         |  |
| N.º       | Título                                                              | Duração |  |
| 1.        | "Single Pigeon"                                                     | 1:52    |  |
| 2.        | "When the Night"                                                    | 3:38    |  |
| 3.        | "Loup (1st Indian on the Moon)"                                     | 4:23    |  |
| 4.        | "Medley: Hold Me Tight / Lazy Dynamite / Hands of Love / Power Cut" | 11:14   |  |

## Lista de faixas do álbum duplo original

### Listagem do acetato inicial
Originalmente planejado como um álbum duplo, esta é a listagem dos acetatos do baterista Denny Seiwell, datados de 13 de dezembro de 1972. A maioria das faixas deixadas de fora da versão lançada acabaram como lados B, enquanto outras permaneceram oficialmente inéditas (como "Tragedy", "Night Out", "Jazz Street", "1882") até o lançamento da versão deluxe de Red Rose Speedway em 2018.
| Lado um 1. "Big Barn Bed" 2. "My Love" 3. "When the Night" 4. "Single Pigeon" Lado dois 1. "Tragedy" (Gerald H. Nelson, Fred B. Burch) 2. "Mama's Little Girl" 3. "Loup (1st Indian on the Moon)" 4. "I Would Only Smile" (Denny Laine) | Lado três 1. "Country Dreamer" 2. "Night Out" 3. "One More Kiss" 4. "Jazz Street" Lado quatro 1. "I Lie Around" 2. "Little Lamb Dragonfly" 3. "Get on the Right Thing" 4. "1882" (ao vivo) 5. "The Mess" (ao vivo) |

- "I Would Only Smile" é uma canção com vocais principais de Denny Laine. Eventualmente, foi lançado no álbum solo de Laine, Japanese Tears.[53]
- "1882" é uma canção que remonta a 1970, gravada pela primeira vez como uma demo na época do álbum McCartney. Uma versão caseira foi gravada em janeiro de 1972.[2] Uma gravação ao vivo do mesmo show de "The Mess" (em Haia, 21 de agosto de 1972) receberam overdubs de estúdio adicionados, mas não foi lançada até 2018.

### Listagem final
De acordo com o site oficial de Paul McCartney, sua equipe encontrou uma lista atualizada das faixas do álbum em sua versão dupla datada de 30 de janeiro de 1973 que diferia dos acetatos de Seiwell de 1972. Paul confirmou a listagem atualizada como a originalmente planejada para o lançamento, dizendo: "Sabe, é assim que me lembro daquele álbum duplo."

Em dezembro de 2018, McCartney lançou oficialmente Red Rose Speedway: Reconstructed, uma versão reorganizada do "álbum duplo" originalmente concebido, como um CD bônus da versão deluxe de Red Rose Speedway e separadamente como um vinil duplo.
| Lado um 1. "Night Out" – 2:16 2. "Get on the Right Thing" – 4:17 3. "Country Dreamer" – 3:10 4. "Big Barn Bed" – 3:49 5. "My Love" – 4:08 Lado dois 1. "Single Pigeon" – 1:53 2. "When the Night" – 3:38 3. "Seaside Woman" (Linda McCartney) – 3:56 4. "I Lie Around" – 5:01 5. "The Mess (Live at The Hague)" – 4:40 | Lado três 1. "Best Friend (Live in Antwerp)" – 4:05 2. "Loup (1st Indian on the Moon)" – 4:24 3. "Medley" – 11:19 - "Hold Me Tight" – 2:22 - "Lazy Dynamite" – 2:50 - "Hands of Love" – 2:14 - "Power Cut" – 3:46 Lado quatro 1. "Mama's Little Girl" – 3:46 2. "I Would Only Smile" (Denny Laine) – 3:46 3. "One More Kiss" – 2:30 4. "Tragedy" (Gerald H. Nelson, Fred B. Burch) – 3:22 5. "Little Lamb Dragonfly" – 6:24 Duração: 77:12 |

- "Seaside Woman" apresenta Linda McCartney nos vocais principais. Posteriormente, foi lançada como single sob o pseudônimo de "Suzy and the Red Stripes" em 1977, bem como na coletânea póstuma, Wide Prairie.

### Outrosouttakes
Outras canções gravadas durante este período que não fizeram parte do lançamento original do disco único incluem:
- "Thank You Darling" - Um dueto com Paul e Linda McCartney. Lançado como uma faixa bônus da versão deluxe de Red Rose Speedway.
- "Soily" - Uma gravação ao vivo foi mixada, mas não entrou na listagem do álbum. Paul fez outras tentativas de gravar essa faixa em estúdio, incluindo uma versão gravada em janeiro de 1972,[2] e no programa One Hand Clapping, que acabou sendo lançado como faixa bônus da versão deluxe de Venus and Mars. Finalmente teve um lançamento oficial quando uma versão ao vivo apareceu no álbum Wings over America.[56][57]
- "Henry's Blues" - Uma canção com vocais principais e guitarra slide do guitarrista dos Wings, Henry McCullough. Uma gravação ao vivo foi feita durante a turnê europeia do Wings em meados de 1972, embora nunca tenha sido lançada oficialmente.
- "Best Friend" - Uma gravação ao vivo e uma versão em estúdio foram mixadas. A versão de estúdio não teve um lançamento oficial até o momento, enquanto a gravação ao vivo em Antuérpia foi lançada em Red Rose Speedway: Reconstructed em 2018.

## Ficha técnica
Wings
- Paul McCartney – vocais principais, baixo elétrico, guitarras, teclados, piano
- Linda McCartney – vocais de apoio, teclado, órgão, percussão
- Denny Laine – vocais de apoio, guitarras, baixo elétrico
- Henry McCullough – vocais de apoio e guitarras
- Denny Seiwell – bateria, percussão

Músicos adicionais
- Hugh McCracken – guitarra acústica (em "Little Lamb Dragonfly")
- David Spinozza – guitarra elétrica (em "Get On The Right Thing")

Produção sonora
- Paul McCartney – produção musical
- Alan Parsons – engenharia de som
- Dixon Van Winkle – engenharia de som (em "Little Lamb Dragonfly" e "Get On The Right Thing")

## Posição nas tabelas musicais
| Paradas (1973)                 | Melhor posição |
| ------------------------------ | -------------- |
| Austrália (Kent Music Report)  | 1              |
| Bélgica (Wallonia)             | 3              |
| Canadá (RPM)                   | 2              |
| Países Baixos (MegaCharts)     | 6              |
| França (SNEP)                  | 9              |
| Japão (Oricon)                 | 13             |
| Noruega (VG-Lista)             | 4              |
| Espanha                        | 1              |
| Suécia                         | 2              |
| Reino Unido (OCC)              | 5              |
| Estados Unidos (Billboard 200) | 1              |

| Paradas (2018)                 | Melhor posição |
| ------------------------------ | -------------- |
| Reino Unido (OCC)              | 82             |
| Estados Unidos (Billboard 200) | 149            |
| Top Rock Albums                | 25             |